# Myleusnema
Myleusnema ist eine Gattung der Spulwürmer mit zwei Arten. Sie sind Parasiten im Darm bei Süßwasserfischen in der Neotropis.

## Merkmale
Myleusnema-Arten sind große Kathlaniinae, bei denen die Kopfregion vom breiteren Körper durch eine querverlaufende Kutikula-Falte in Höhe des Nervenrings abgegrenzt wird. Die dreieckige Mundöffnung wird von drei kleinen Lippen begrenzt, von denen jede mit einer Lamellenstruktur in Verbindung steht, welche die gering entwickelte Mundhöhle begrenzen. Das Vorderende des Ösophagus ist nicht zu einem Pharynx diffenziert, das Hinterende zu einem länglichen Isthmus und einem runden Bulbus mit Klappen. Der Schwanz ist konisch und relativ kurz. Männchen haben vor der Kloake einen Saugnapf. Der Hinterrand der Kloake hat eine lappenartige Bildung mit zwei Hörnern, die mit dem Gubernaculum assoziiert sind. Die beiden Spicula sind einfach gebaut, beflügelt und etwa gleich groß. Kaudalflügel fehlen. Vor und hinter dem Anus sind zahlreiche Papillenpaare ausgebildet. Die Vulva der Weibchen liegt hinter der Körpermitte, die inneren Geschlechtsorgane davor. Die embryonierten Eier sind dünnwandig.

## Systematik
Zur Gattung gehören folgende Arten:
- Myleusnema bicornis Moravec & Thatcher, 1996
- Myleusnema brasiliense Moravec & Thatcher, 1999